# Supercopa d'Espanya de futbol 2017
La Supercopa d'Espanya de futbol 2017 fou la 34a edició de la Supercopa d'Espanya, una competició futbolística que enfronta el campió de la lliga espanyola amb el de la copa.
En aquest cas, es va disputar a dos partits l'agost de 2017, entre l'equip campió de la lliga 2016-17, el R. Madrid, i el campió de la copa 2016-17, el FC Barcelona, 5 anys després del darrer enfrontament entre tots dos conjunts en aquesta competició.
El partit d'anada es va jugar el diumenge 13 d'agost a les 22 al Camp Nou de Barcelona, i el partit de tornada el dimecres 16 d'agost a les 23 al Santiago Bernabéu de Madrid. El Reial Madrid va guanyar la seva desena Supercopa d'Espanya, després de vèncer en el global per 5-1; aquesta victòria va significar el setè triomf madridista en les últimes vuit finals davant el conjunt barcelonista; i la 4a victòria madridista de les 5 finals disputades en el segle XXI davant del seu etern rival (2 Copes de Rei i 2 Supercopes d'Espanya, perdent solament la Supercopa d'Espanya 2011).

## Detalls dels partits
Totes les hores són locals (UTC+2).

### Anada
| FC Barcelona     | 1–3 | R. Madrid                                    |
| ---------------- | --- | -------------------------------------------- |
| Messi 77' (pen.) |     | Piqué 50' (p.p.) · Ronaldo 80' · Asensio 90' |

| Barcelona | Madrid |

| GK               | 1  | Marc-André ter Stegen |     |     |
| RB               | 22 | Aleix Vidal           |     |     |
| CB               | 3  | Gerard Piqué          | 27' |     |
| CB               | 23 | Samuel Umtiti         |     |     |
| LB               | 18 | Jordi Alba            |     |     |
| CM               | 4  | Ivan Rakitić          |     | 83' |
| CM               | 5  | Sergio Busquets       | 57' |     |
| CM               | 8  | Andrés Iniesta (c)    |     | 68' |
| RW               | 10 | Lionel Messi          | 40' |     |
| CF               | 9  | Luis Suárez           |     |     |
| LW               | 16 | Gerard Deulofeu       |     | 59' |
| Banqueta:        |    |                       |     |     |
| GK               | 13 | Jasper Cillessen      |     |     |
| DF               | 2  | Nélson Semedo         |     |     |
| DF               | 14 | Javier Mascherano     |     |     |
| DF               | 19 | Lucas Digne           |     |     |
| MF               | 6  | Denis Suárez          |     | 59' |
| MF               | 20 | Sergi Roberto         |     | 68' |
| FW               | 17 | Paco Alcácer          |     | 83' |
| Entrenador:      |    |                       |     |     |
| Ernesto Valverde |    |                       |     |     |

| GK              | 1  | Keylor Navas      | 76'      |     |
| RB              | 2  | Dani Carvajal     | 41'      |     |
| CB              | 5  | Raphaël Varane    |          |     |
| CB              | 4  | Sergio Ramos (c)  |          |     |
| LB              | 12 | Marcelo           |          |     |
| DM              | 14 | Casemiro          | 20'      |     |
| CM              | 23 | Mateo Kovačić     |          | 68' |
| CM              | 8  | Toni Kroos        |          |     |
| AM              | 22 | Isco              |          |     |
| CF              | 9  | Karim Benzema     |          | 58' |
| CF              | 11 | Gareth Bale       | 41'      | 81' |
| Banqueta:       |    |                   |          |     |
| GK              | 13 | Kiko Casilla      |          |     |
| DF              | 6  | Nacho             |          |     |
| DF              | 15 | Theo Hernández    |          |     |
| MF              | 20 | Marco Asensio     |          | 68' |
| MF              | 24 | Dani Ceballos     |          |     |
| FW              | 7  | Cristiano Ronaldo | 80', 82' | 58' |
| FW              | 17 | Lucas Vázquez     |          | 81' |
| Entrenador:     |    |                   |          |     |
| Zinédine Zidane |    |                   |          |     |

### Tornada
| R. Madrid                | 2-0 | FC Barcelona |
| ------------------------ | --- | ------------ |
| Asensio 4' · Benzema 39' |     |              |

| Real Madrid | Barcelona |

| GK              | 1  | Keylor Navas     |  |     |
| RB              | 2  | Dani Carvajal    |  |     |
| CB              | 5  | Raphaël Varane   |  |     |
| CB              | 4  | Sergio Ramos (c) |  |     |
| LB              | 12 | Marcelo          |  |     |
| CM              | 10 | Luka Modrić      |  |     |
| CM              | 23 | Mateo Kovačić    |  | 62' |
| CM              | 8  | Toni Kroos       |  | 80' |
| RW              | 17 | Lucas Vázquez    |  |     |
| CF              | 9  | Karim Benzema    |  |     |
| LW              | 20 | Marco Asensio    |  | 75' |
| Banqueta:       |    |                  |  |     |
| GK              | 13 | Kiko Casilla     |  |     |
| DF              | 6  | Nacho            |  |     |
| DF              | 15 | Theo Hernández   |  | 75' |
| MF              | 14 | Casemiro         |  | 62' |
| MF              | 22 | Isco             |  |     |
| MF              | 24 | Dani Ceballos    |  | 80' |
| FW              | 11 | Gareth Bale      |  |     |
| Entrenador:     |    |                  |  |     |
| Zinédine Zidane |    |                  |  |     |

| GK               | 1  | Marc-André ter Stegen |       |     |
| CB               | 14 | Javier Mascherano     | 90+3' |     |
| CB               | 3  | Gerard Piqué          |       | 50' |
| CB               | 23 | Samuel Umtiti         |       |     |
| RM               | 20 | Sergi Roberto         |       |     |
| CM               | 4  | Ivan Rakitić          |       |     |
| CM               | 5  | Sergio Busquets       |       |     |
| CM               | 21 | André Gomes           |       | 72' |
| LM               | 18 | Jordi Alba            |       | 78' |
| CF               | 10 | Lionel Messi (c)      |       |     |
| CF               | 9  | Luis Suárez           | 89'   |     |
| Banqueta:        |    |                       |       |     |
| GK               | 13 | Jasper Cillessen      |       |     |
| DF               | 2  | Nélson Semedo         |       | 50' |
| DF               | 19 | Lucas Digne           |       | 78' |
| DF               | 22 | Aleix Vidal           |       |     |
| MF               | 6  | Denis Suárez          |       |     |
| FW               | 16 | Gerard Deulofeu       |       | 72' |
| FW               | 17 | Paco Alcácer          |       |     |
| Entrenador:      |    |                       |       |     |
| Ernesto Valverde |    |                       |       |     |